# Cratere Kilmia
Kilmia  è un cratere sulla superficie di Marte.